# Cerkev sv. Neže, Golčaj
Cerkev sv. Neže na Golčaju je edina podružnična cerkev Župnije Blagovica.
Cerkev na Golčaju je najstarejša v Črnem grabnu in je v osnovi romanskega izvora, kasneje je bila večkrat prezidana. Cerkev je dobila sedanjo zunanjo podobo okoli leta 1879, ko so ladjo podaljšali za dolžino pevskega kora in ji dozidali sedanjo odprto vhodno lopo. Nad zakrstijo je zgrajen zvonik v katerem je eden najstarejši zvonov na Gorenjskem z letnico 1423. Na zunanji fasadi cerkve se nahaja fragment poznogotske freske zaščitnika romarjev sv. Krištofa in romansko okence polkrožne oblike. V notranjosti cerkve so trije lepo ohranjeni oltarji s kipi, prižnica in korna ograja. Glavni oltar je delo podobarja in zlatarja Franca Laha iz Mengša, narejen je bil leta 1858. Stranska oltarja pa sta delo Valentina Vrbnika iz leta 1777. Oltarji, kipi, prižnica in korna ograja so bili restavrirani v letu 2000. V ladji cerkve so leta 1993 odkrili lesen renesančni kasetiran poslikan strop, katerega izvor ocenjujejo stokovnjaki okrog leta 1680. Celoten lesen strop je sestavljen iz 78 poslikanih kaset, ki so bile restavrirane v letu 2000 s stani Zavod za varstvo naravne in kulturne dedičine Kranj.

## Maše
Maše na Golčaju niso redne ampak so vsako leto le na posamezne dni; na četrto nedelja v januarju, cvetno nedeljo, planinska maša na Velikonočni ponedeljek, šmarnična pobožnost vse nedelje v maju, maša pa je še zadnjo nedeljo v septembru.
Na velikonočni ponedeljek planinci PD Blagovica vsako leto pripravijo pohod iz Blagovice na Golčaj, k planinski maši, ki jo skupaj z blagoviškim župnikom Jože Vrtovšek namenjajo vsem planincem, pohodnikom in alpinistom za varen korak v gorah ter v spomin vsem v gorah ponesrečenim planincem. 
Vsako leto v mesecu maju so na Golčaju vsako nedeljah ob 16. uri šmarnice. 